# Zysk rezydualny
Zysk rezydualny – miara rentowności inwestycji, określająca czy planowany lub zrealizowany zysk przekracza zysk wymagany do zachowania wartości kapitału niezmienionym poziomie. Zysk rezydalny jest wykorzystywany w planowaniu finansowym i wycenie przedsiębiorstw.
Jest to miara, uwzględniająca zarówno wypracowany zysk księgowy, jak i koszt kapitału przedsiębiorstwa. Łączy więc dwa podejścia do pomiaru zysku: księgowe i finansowe. Ponieważ zysk rezydualny uwzględnia zarówno zysk, jak i wielkość inwestycji, jest podobny do ROI (wskaźnik ROI jest to miara rentowności zainwestowanego kapitału, oceniająca efektywność ośrodków inwestycyjnych, mierzona stosunkiem marży brutto do zainwestowanego kapitału). W przeciwieństwie do ROI, zysk rezydualny jest miarą bezwzględną, wyrażaną w kwocie, a nie w procentach.

## Metoda obliczenia
Zysk rezydualny jest obliczany jako różnica między zyskiem zrealizowanym a minimalnym zyskiem na poziomie wymaganego zwrotu z kapitału (tzw. kosztu kapitału):
Zysk rezydualny = zysk operacyjny – (aktywa operacyjne × koszt kapitału)
W powyższym równaniu zysk operacyjny (ang. EBIT) to wynik finansowy przed odjęciem kosztów odsetek. Koszt odsetek nie jest tu uwzględniany, ponieważ odsetki stanowią koszt kapitału, a nie koszt działalności. Zysk operacyjny nie uwzględnia też innych przychodów i kosztów finansowych, ani podatku od zysku. Aktywa operacyjne reprezentują natomiast wielkość kapitału zaangażowanego w wygenerowanie zysku operacyjnego. Uwzględniane są tu tylko aktywa wykorzystywane do produkcji i sprzedaży. Aktywa finansowe i inwestycyjne są tu pomijane. Otrzymana wartość aktywów operacyjnych mnożymy przez koszt kapitału, czyli koszt finansowania tych aktywów. Jest on wyrażony w procentach i przedstawia średnią wymaganą stopę zwrotu. W ten sposób otrzymujemy wartość kapitału, który odejmujemy od zrealizowanego zysku operacyjnego co daje nam ustalenie zysku rezydualnego.

## Zastosowanie w planowaniu finansowym
Przy ocenie za pomocą zysku rezydualnego celem staje się maksymalizacja kwoty zysku, im wyższa wartość zysku, tym korzystniejsza ocena inwestycji. Zysk rezydualny rozwiązuje problem odrzucania korzystnych inwestycji dla przedsiębiorstwa. Motywuje menadżerów do podejmowania zyskownych inwestycji, których nigdy by nie podjęli, gdyby oceniani byli poprzez np. pryzmat ROI. Wadą natomiast jest to, iż zysk rezydualny nie może być miernikiem oceny działalności ośrodków, różniących się wielkością zaangażowanych tam aktywów. Wyższa wartość zaangażowanych aktywów powoduje powstanie większego zysku rezydualnego o ile nie zmienia się stawka kosztu kapitału.

## Zastosowanie w wycenie przedsiębiorstwa
Zysk rezydualny jest podstawą jednej z mieszanych metod wyceny przedsiębiorstw, dla której podstawą jest wartość bilansowa kapitału własnego powiększona o premię z tytułu oczekiwanego w przyszłości zysku rezydualnego. Zaletą tej metody, w porównaniu do metody zdyskontowanych przepływów pieniężnych, jest mniejszy udział niepewnych prognoz zysków w wartości przedsiębiorstwa, a większy udział znanej, bieżącej wartości kapitału własnego.
Wartość przedsiębiorstwa jest szacowana jako:
{\displaystyle P=KW+{\frac {ZR}{r-g}}}
gdzie: P oznacza wartość przedsiębiorstwa, KW wartość bilansową kapitału własnego w momencie wyceny, ZR zysk rezydualny, r stopę kosztu kapitału, g stopę wzrostu zysku rezydualnego.
James A. Ohlson rozwinął zastosował model zysku rezydualnego do zbudowania teoretycznego modelu wartości przedsiębiorstwa. Model Ohlsona uwzględnia stochastyczną naturę zysku, pozwala na tworzenie symulacji zależności między wynikami przedsiębiorstwa a jego wartością rynkową. Symulacje tego typu są używane w dydaktyce i eksperymentach z zakresu funkcjonowania rynków finansowych. Model Ohlsona został zastosowany przez Karola Marka Klimczaka do analizy polskich spółek giełdowych.